# مارتن بواكي
مارتن بواكي هو لاعب كرة قدم إيطالي، ولد في 10 فبراير 1995 في فالداجنو في إيطاليا.

## وصلات خارجية
- مارتن بواكي على موقع قاعدة بيانات كرة القدم.إي يو (الإنجليزية)
- مارتن بواكي على موقع Soccerway.com (الإنجليزية)
- مارتن بواكي على موقع عالم كرة القدم.نت (الإنجليزية)